# امیر اوهانا
امیر اوهانا (عبری: אָמִיר אוֹחָנָה؛ زادهٔ ۱۵ مارس ۱۹۷۶) وکیل، سیاستمدار اسرائیلی و مأمور سابق شاباک است. او اکنون نمایندهٔ حزب لیکود در کنست و وزیر دادگستری اسرائیل است. اوهانا نخستین عضو راست‌گرای آشکارا همجنسگرای کنست و نخستین نمایندهٔ آشکارا همجنسگرای حزب لیکود در کنست است.